# Atkár–Csány közötti kettős baleset
Az Atkár és Csány közötti kettős vasúti baleset a két település közti úton, 1992. január 7-én, a vasút 825-ös számú hektométer-szelvényében történt tehervonat-autóbusz ütközés, majd egy ebből fakadóan bekövetkezett második baleset, a már álló tehervonat és egy gyorsvonat ütközése, illetve utóbbi kisiklása volt. A balesetekben 6 fő halt meg, 11 fő szenvedett különböző fokú sérüléseket.

## Előzmények
Az 50171-es számú répavonat Vámosgyörk vasútállomástól haladt célállomása, Hatvan Rendezőpályaudvar felé. A vonatot a MÁV V43 1055-ös pályaszámú villamosmozdonya továbbította. Eközben a Hatvani Volán Gyöngyösről Hatvanba tartó, BY 26-96 forgalmi rendszámú Ikarus 266 típusú autóbusza elhagyta Atkárt és Csány felé közeledve haladt a 3201-es út vasúti útátjárójához. A látási viszonyok a hatalmas köd miatt erősen korlátozottak voltak és az utat vastag letaposott hó borította.

## A baleset
A fenti autóbusz 14.10-re ért az Atkár és Hort–Csány települések között futó, a 825-ös hektométer-szelvényben lévő nyílt vonali közút-vasút szintbeli kereszteződéshez.
A busz a síkos úton a fékezés ellenére az átjáróba csúszott. Ezt követően a vezető hátramenetbe próbált kapcsolni, de a manőver végrehajtásához nem volt ideje, mert az érkező tehervonat nagy sebességgel elgázolta autóbuszt. A busz utasai közül öt fő a helyszínen életét vesztette, a sofőr a hatvani kórházban hunyt el.
A tehervonat mozdonyvezetője rádión egy perccel az ütközést követően jelentette a balesetet a miskolci menetirányítónak. Az ütközéstől a tehervonat első kocsija keresztbe fordult, a kétvágányú pálya másik vágányának űrszelvényébe került.
Öt perccel az első baleset után, 14.15-kor az 594-es számú, Sopron-Miskolc között közlekedő, 118 km/h sebességgel haladó belföldi gyorsvonat belerohant a nyílt pályán veszteglő tehervonat keresztbe fordult és az űrszelvénybe átérő első vasúti kocsijába. A V43 1024-es számú villamosmozdony a szerelvényéről leszakadt, elhagyta a vasúti pályát, majd saját kereszt- és hossztengelyén keresztül átfordulva visszacsapódott az önállóan haladó személykocsikba, a kocsik oldalfolyosóit alaposan összerongálta, majd a mozdony a vasúti töltés mellett oldalára dőlve állt meg. A vasúti kocsiban utazók közül szerencsére senki nem tartózkodott az összezúzódott oldalfolyosón, így a vonaton utazók közül senki nem sérült meg.
A vonat tíz kocsijából hét kisiklott. A gyorsvonat mozdonyvezetője a roncsok alól kimászva, pályatelefonon 14 óra 16 perckor jelentette a kisiklást.

## Utóélete
Az autóbusz vezetője fölött a bíróság nem tudott ítélkezni, mivel belehalt a sérüléseibe.
A V43 1024-es pályaszámú villamosmozdonyt 1992. június 19-én leselejtezték. A V43 1055-ös pályaszámú villamosmozdonyt Miskolc vontatási főnökség helyreállította.
A BY 26-96 rendszámú autóbuszt a Hatvani Volán 1992-ben leselejtezte.

## Képgaléria

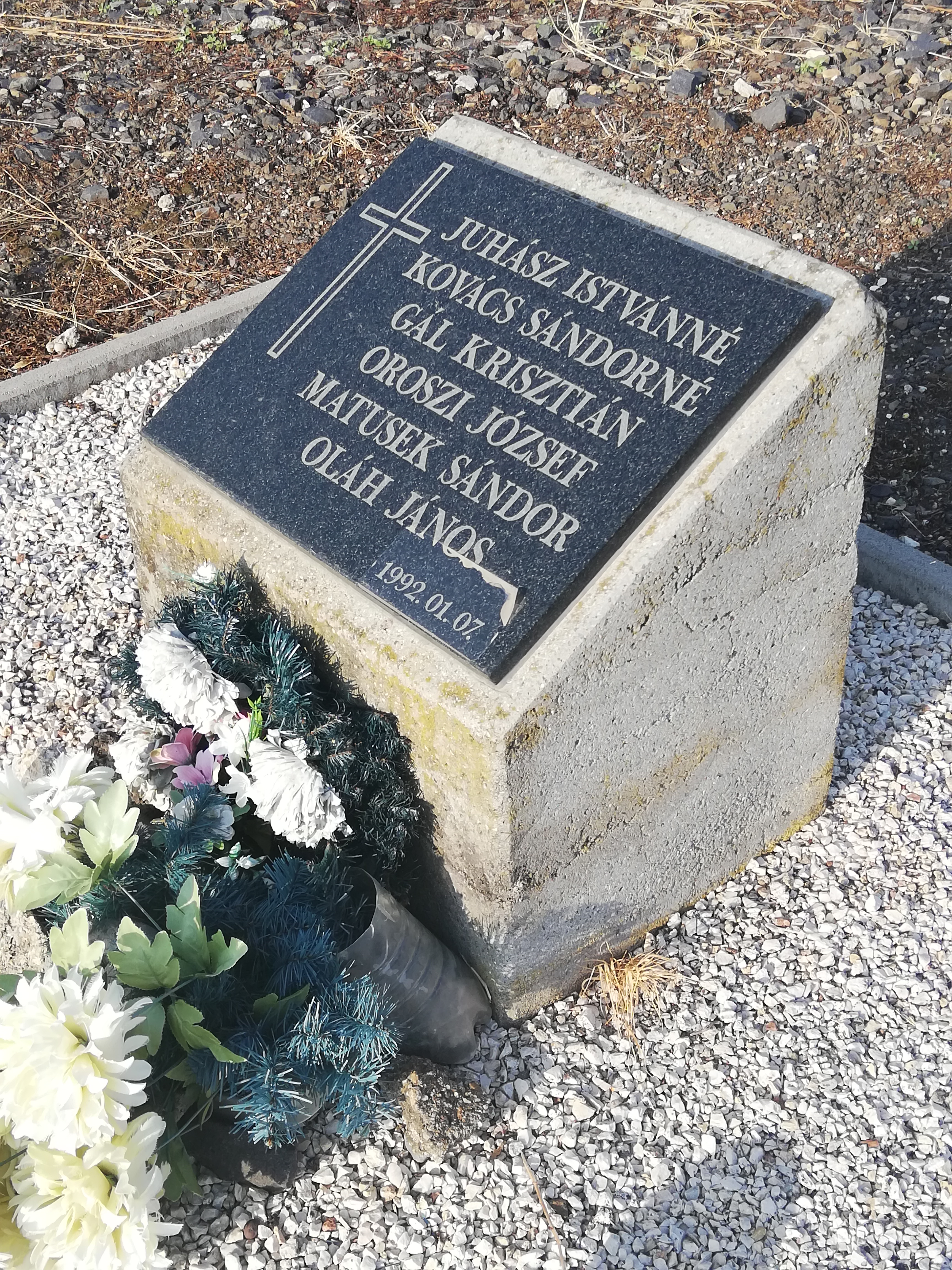
A baleset emlékköve felújított emléktáblával
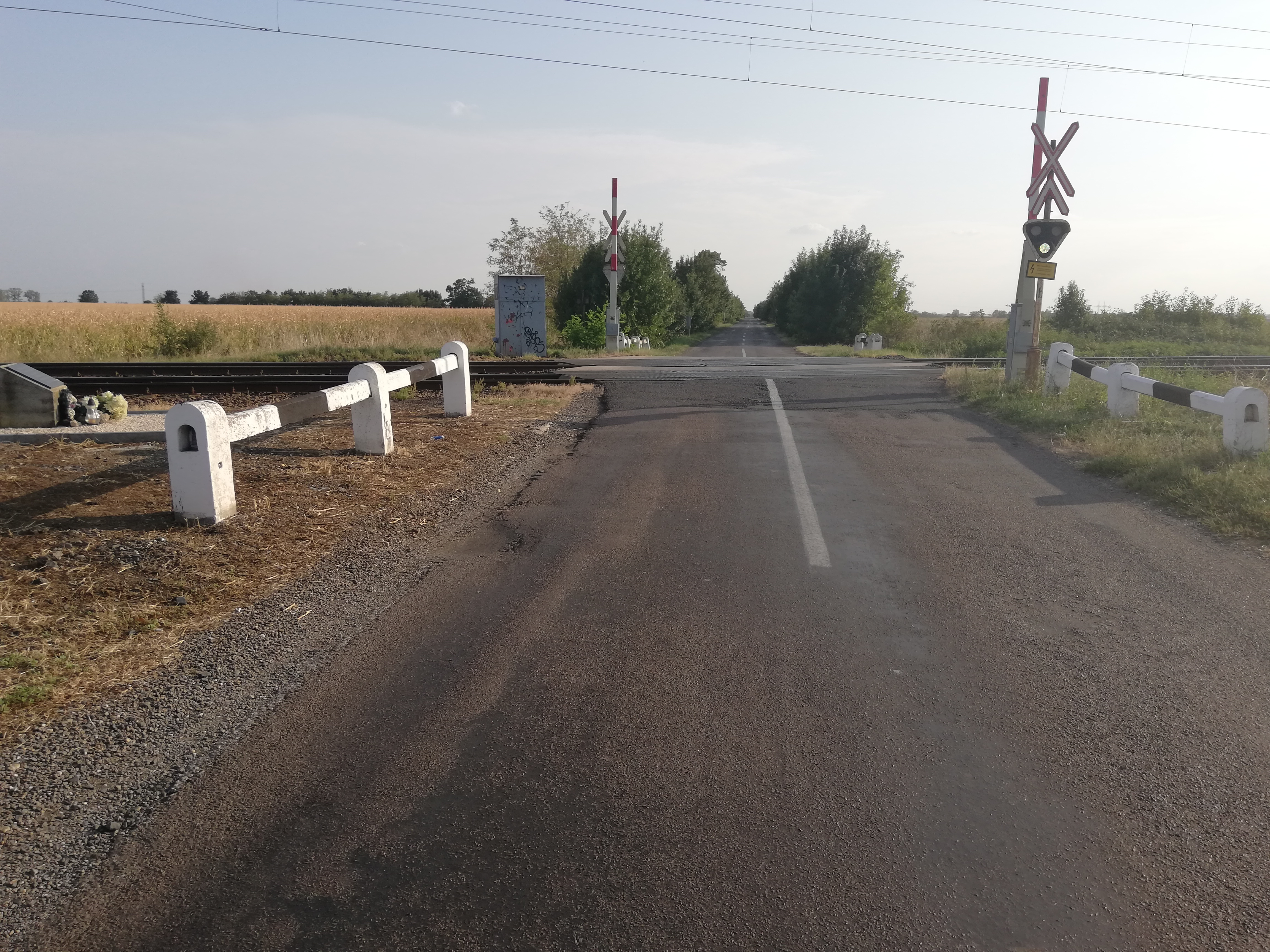
Az atkári vasúti kereszteződés Atkár felől nézve, baloldalt az 1992-es baleset emlékművével
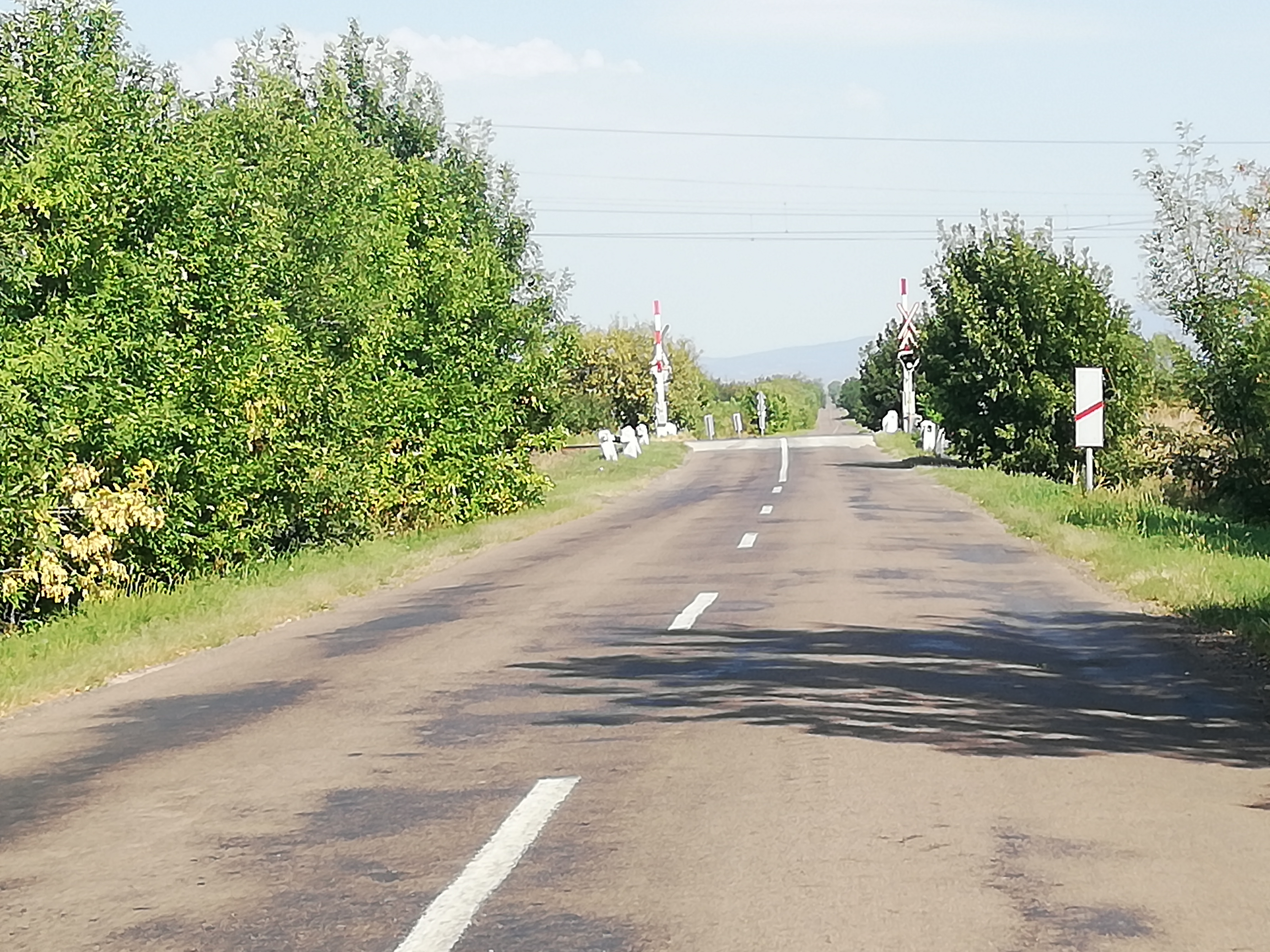
A kereszteződés Csány felől nézve
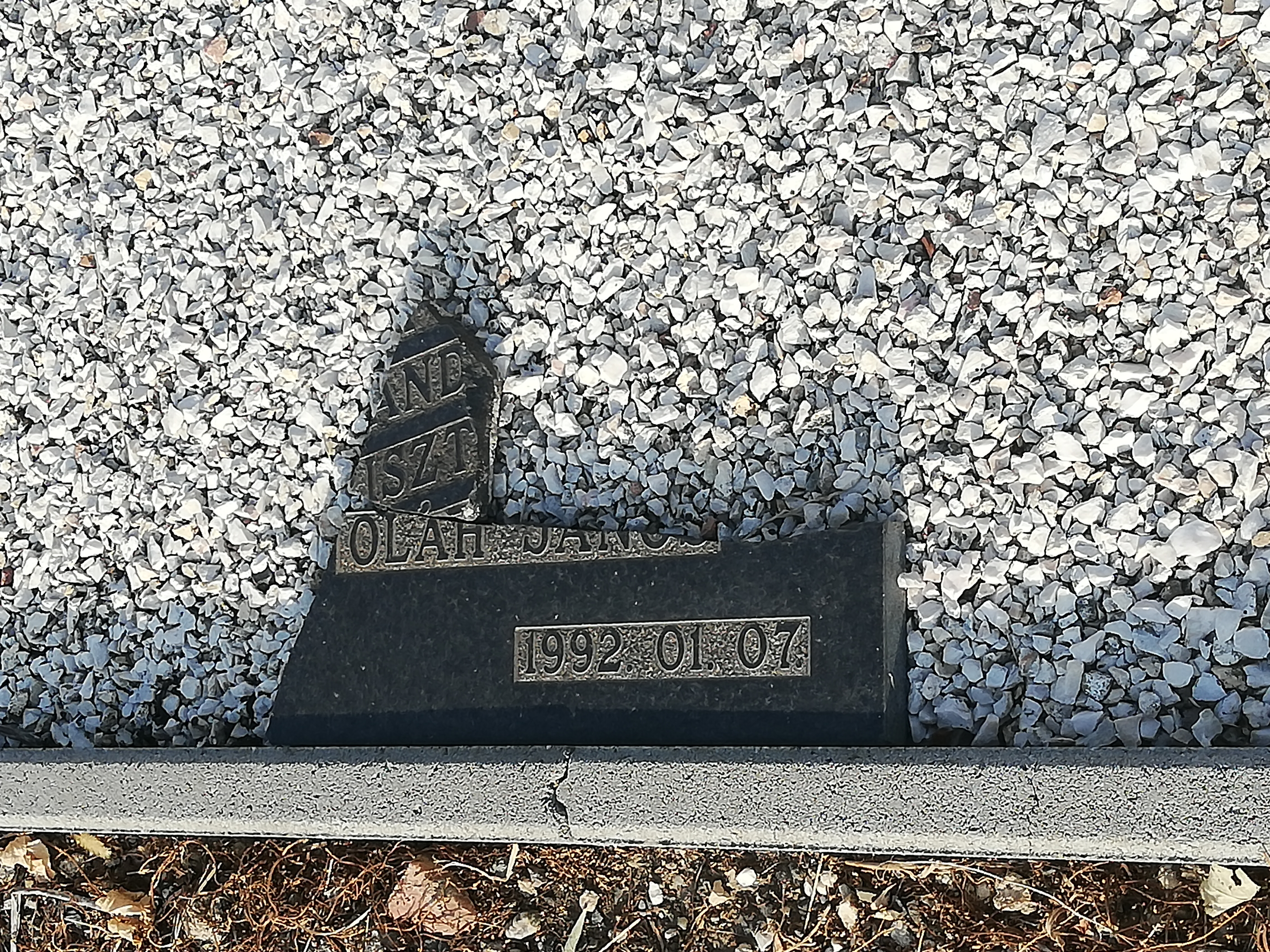
A baleset régebbi, bizonyára megrongálódott táblájának maradványai az emlékhelyen